# 修業旅行〜古都迷走地図〜
『修業旅行〜古都迷走地図〜』（しゅうぎょうりょこう ことめいそうちず）は、ボーイズラブゲーム（アダルトゲーム）作品。
2005年2月25日に「MERRY BOYS」というブランド名義で制作・発売された。初回版、通常版、廉価版、DL版の4つ形態が発売された。初回店舗特典では、オリジナルキャストによる特典オリジナルドラマCD、ボイスCD、サウンドドラマ、松風学園金ボタン（学生服の釦）が同梱されている。
サスペンス要素を込めた以外に、本作中のスクールボーイズたちの活躍を描いたストーリー重視のゲーム作品である。

## ストーリー
京都への修業旅行で幼馴染と会う予定をたてていた南部章平。だが、幼馴染が来ないうえ、何者かに襲撃を受けてしまった。
果たして、章平の修業旅行はどうなってしまうのだろうか。

## 登場人物
南部章平（なんぶ しょうへい）
声 - 水島大宙
主人公。猪突猛進ながらも前向きな少年。
瀬永要（せなが かなめ）
声 - 谷山紀章
生徒会長。
滝太一（たき たいち）
声 - 坪井智浩
明るいがお調子者で女好きな少年。
松浦操（まつうら みさお）
声 - 結城比呂
穏やかな笑みを絶やさないが、相手を驚かせることをさりげなく言うことも多い少年。
春木正嗣（はるき まさつぐ）
声 - 浜田賢二
章平の学校の養護教諭。冷たく謎めいた人物であり、様々なうわさが絶えない。
高野克弘（たかの かつひろ）
声 - 小西克幸
春木の大学時代の後輩。コンピューターの防犯の専門家として知られていながらハッカーでもある。
千家智成（せんけ ともなり）
声 - 間寺司
京都に住む、章平の幼馴染。オンラインでは再会を果たしたが、オフラインでの再会はまだだった。

## スタッフ
- キャラクターデザイン・原画：金目鯛ぴんく
- シナリオ：B太
- 彩色：DENさん、NEKOIXXX、ゆうまる、塩、吉祥寺いづく
- インターフェースデザイン：菊池聖司、小林賢次
- BGM：高塚友裕
- 音響製作：もりじ
- プログラム：早乙女
- スクリプト：震電、七夜、ポコペン♪ポコペン♪、練馬たこやき
- 開発協力：グローヴ、ソルシエールサウンドデザイン、ソフト開発「Paprika」、りっくりっく
- 監督：米倉俵